# In Memory of Elizabeth Reed
In Memory of Elizabeth Reed è un brano musicale strumentale composto da Dickey Betts ed inciso dal gruppo southern rock statunitense The Allman Brothers Band. Data la sua struttura influenzata dal jazz, numerose versioni della traccia sono state registrate; le due più celebri sono l'incisione originale in studio inserita nell'album Idlewild South (1970) e la versione estesa dal vivo presente in At Fillmore East (1971).

## Il brano

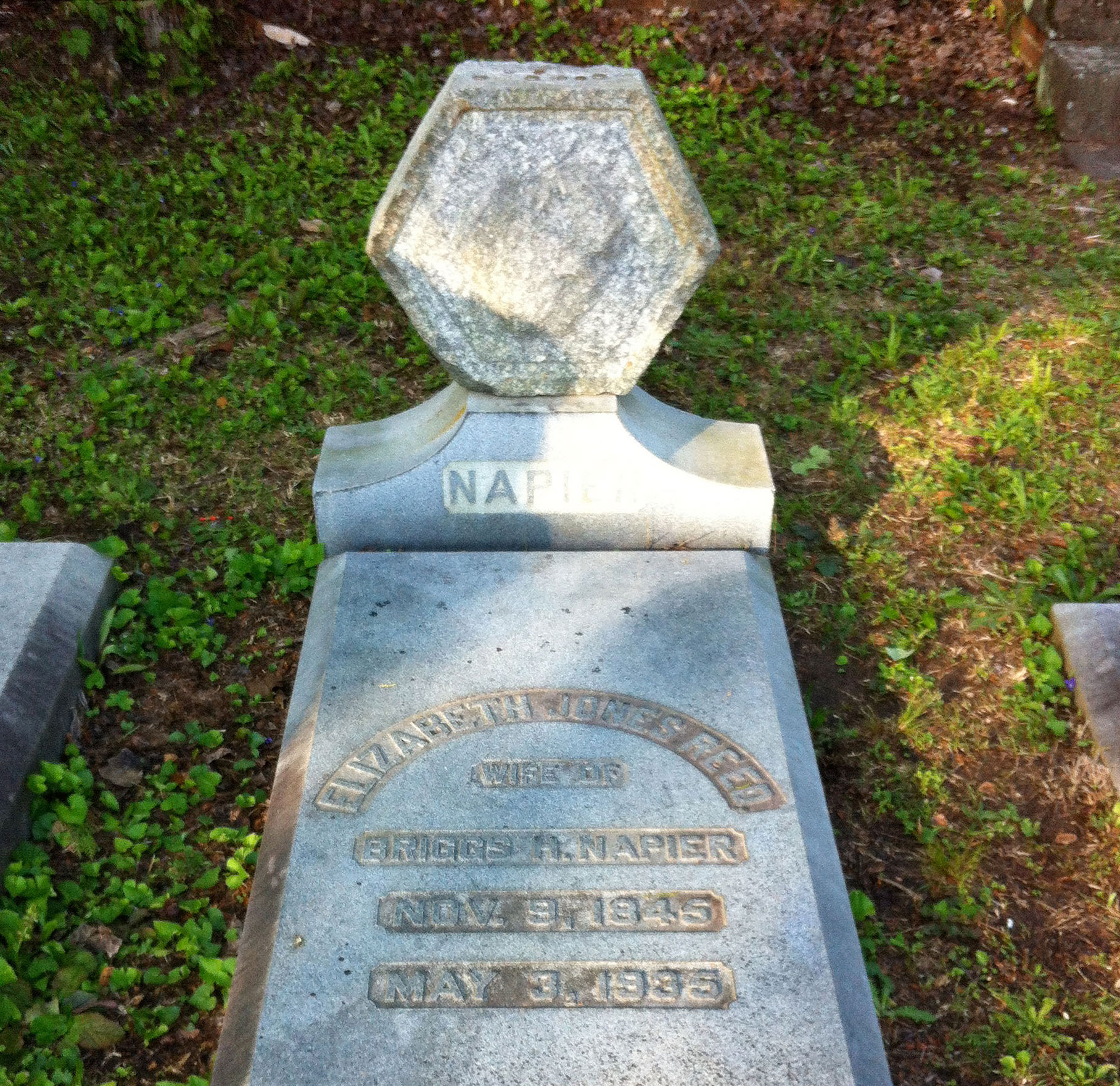
La tomba di Elizabeth Jones Reed nel cimitero di Rose Hill a Macon (Georgia)

L'incisione originale in studio di In Memory of Elizabeth Reed è la quarta traccia inclusa nel disco Idlewild South della Allman Brothers Band. Composto da Dickey Betts, è il primo strumentale scritto da un membro della band, ed il primo dei molti altri che lo stesso Betts avrebbe composto in seguito.
Il titolo del brano deriva da un'iscrizione dedicata a tale "Elizabeth Reed Napier" (1845-1935) presente su una lapide vista da Betts nel cimitero di Rose Hill a Macon (Georgia), luogo frequentato dai membri della Allman Brothers Band nel quale rilassarsi e scrivere canzoni data la naturale tranquillità del posto. Svariate leggende sono nate circa quello che Betts stesse facendo all'epoca (alcune fonti riportano che stesse facendo l'amore nei pressi della tomba) e su chi potesse essere in realtà la "Elizabeth Reed" del titolo, alcune possibilmente originate da un'intervista rilasciata da Duane Allman a Rolling Stone. Nello stesso cimitero furono poi traslate le salme dello stesso Duane Allman e del bassista Berry Oakley, entrambi membri della Allman Brothers Band periti in incidenti stradali a poca distanza temporale l'uno dall'altro.